# Le lour passé de Plume Latraverse Vol. IV
Albums de Plume Latraverse
Le Lour Passé de Plume Latraverse Vol. III Chansons nouvelles
Le Lour Passé de Plume Latraverse Vol IV est un album de compilations du chanteur québécois Plume Latraverse.

## Liste des titres
Toutes les chansons sont écrites par Plume Latraverse, sauf mention contraire.
| No  | Titre                                                  | Parution originale                               | Durée |
| --- | ------------------------------------------------------ | ------------------------------------------------ | ----- |
| 1.  | Métropole B.B.Q. (Latraverse-Landry)                   | Plume pou digne (1974)                           |       |
| 2.  | Quand le rêve est fini                                 | Livraison… par en arrière (1981)                 |       |
| 3.  | Francoricain et quart                                  | Les Mauvais Compagnons (Métaphormoses II) (1984) |       |
| 4.  | Quel calvaire! (Latraverse-Grégoire)                   | Plume pou digne (1974)                           |       |
| 5.  | L'Enchevêtré                                           | D'un début… à l'autre (1987)                     |       |
| 6.  | Tête fromagée                                          | Métamorphoses, Tome I (1982)                     |       |
| 7.  | Cirku$                                                 | À deux faces (1976)                              |       |
| 8.  | U.F.O. (Latraverse-Faulkner)                           | Pommes de route (1975)                           |       |
| 9.  | Jeux d'adultes                                         | Livraison… par en arrière (1981)                 |       |
| 10. | Encore des mots                                        | Plume pou digne (1974)                           |       |
| 11. | Rince-cochon                                           | D'un début… à l'autre (1987)                     |       |
| 12. | La 20                                                  | Pommes de route (1975)                           |       |
| 13. | Valse cliché                                           | Métamorphoses, Tome I (1982)                     |       |
| 14. | La Piste cyclable                                      | D'un début… à l'autre (1987)                     |       |
| 15. | Marie-Josée Latour                                     | Insomnifère (Méphatormoses III) (1985)           |       |
| 16. | Les Avaleurs d'asphalte                                | Autopsie canalisée (1983)                        |       |
| 17. | Sapolin #148 (Latraverse-Faulkner)                     | Pommes de route (1975)                           |       |
| 18. | Auguste Gustave                                        | Les Mauvais Compagnons (Métaphormoses II) (1984) |       |
| 19. | L'assassin sommeille                                   | Insomnifère (Méphatormoses III) (1985)           |       |
| 20. | Le Blues de la bêtise humaine                          | French Tour (1980)                               |       |
| 21. | L'Ours, le Singe et le Lion (La Valse des champignons) | D'un début… à l'autre (1987)                     |       |
| 22. | Générique (Latraverse-Faulkner)                        | Pommes de route (1975)                           |       |

1. ↑  Calvaire (Volver) (ainsi titrée sur l'album original) est une adaptation de Volver, volver de Vicente Fernández.
2. ↑  La version du Lour passé est un réarrangement électrique de 1980 avec Les Mauvais Compagnons d'une chanson issue originellement de l'album en concert En noir et blanc de 1976.
3. ↑  Cette piste n'est en fait que la coda instrumentale de la chanson Anecdote issue originellement de l'album Pommes de route de 1975.